# Dhanbad (Distrikt)
Dhanbad ist ein Distrikt im indischen Bundesstaat Jharkhand.
Die Fläche beträgt 2040 km². Verwaltungssitz ist die gleichnamige Stadt Dhanbad.

## Geschichte
Die Region stand historisch unter dem Einfluss verschiedener Reiche und Imperien wie Magadha, dem Maurya-Reich, dem Gupta-Reich, dem Mogulreich und dem Britischen Weltreich. Der moderne Distrikt existiert seit dem Jahre 1956.

## Bevölkerung

### Übersicht
Die Einwohnerzahl lag bei 2.684.487 (2011). Die Bevölkerungswachstumsrate im Zeitraum von 2001 bis 2011 betrug 11,99 %. Dhanbad hat ein Geschlechterverhältnis von 909 Frauen pro 1000 Männer und damit den in Indien häufigen Männerüberschuss. Die Alphabetisierungsrate lag 2011 bei 74,52 %, eine Steigerung um knapp 7 Prozentpunkte gegenüber dem Jahr 2001. Die Alphabetisierung war damit mit dem nationalen Durchschnitt vergleichbar. Knapp 80,1 % der Bevölkerung waren Hindus, 16,1 % Muslime, 0,4 % Christen, 0,4 % Sikhs, 0,1 % sind Jainas, und 3 % gaben keine Religionszugehörigkeit an oder praktizierten andere Religionen. 13,9 % der Bevölkerung waren Kinder unter 6 Jahre.

### Bevölkerungsentwicklung
In den ersten Jahrzehnten des 20. Jahrhunderts wuchs die Bevölkerung im Gegensatz zu anderen Gebieten bereits stark an. Trotz Seuchen, Krankheiten und Hungersnöten. Seit der Unabhängigkeit Indiens hat sich die Bevölkerungszunahme beschleunigt. Seit 1961 war in den jeweils zehn Jahren zwischen den einzelnen Volkszählungen mit Ausnahme der Dekade 1961 bis 1971 ein sehr starkes Wachstum zu verzeichnen. Während die Bevölkerung in der ersten Hälfte des 20. Jahrhunderts um rund 137 % zunahm, betrug das Wachstum zwischen 1951 und 2001 219 %. Die Bevölkerungszunahme zwischen 2001 und 2011 war dagegen tief und lag bei 11,99 % oder rund 287.000 Menschen. Die Entwicklung verdeutlichen folgende Tabellen:
| Jahr      | 1901    | 1911    | 1921    | 1931    | 1941    | 1951    | 1961    | 1971      | 1981      | 1991      |
| Einwohner | 316.527 | 417.800 | 469.610 | 544.230 | 616.770 | 750.681 | 980.520 | 1.141.486 | 1.588.795 | 1.949.526 |

### Bedeutende Orte
Im Distrikt gibt es nebst dem Hauptort Dhanbad mit 1.162.472 Bewohnern laut Volkszählung 2011 noch 45 weitere Orte, die als Städte (towns und census towns) gelten. Dies widerspiegelt den hohen Anteil an städtischer Bevölkerung im Distrikt. Denn 1.560.394 der 2.684.487 Einwohner oder 58,13 % leben in städtischen Gebieten.
Weitere Städte mit mehr als 10.000 Einwohnern sind Egarkunr (11.829 Personen), Dumarkunda (11.434 Personen), Gobindpur (11.318 Personen) und Baliapur (10.097 Personen).

### Volksgruppen
In Indien teilt man die Bevölkerung in die drei Kategorien general population, scheduled castes und scheduled tribes ein. Die scheduled castes (anerkannte Kasten) mit (2011) 437.309 Menschen (16,29 Prozent der Bevölkerung) werden heutzutage Dalit genannt (früher auch abschätzig Unberührbare genannt). Die scheduled tribes sind die anerkannten Stammesgemeinschaften mit (2011) 233.119 Menschen (8,68 Prozent der Bevölkerung), die sich selber als Adivasi bezeichnen. Zu ihnen gehören in Jharkhand 32 Volksgruppen. Mehr als 5000 Angehörige zählen die Santal (182.173 Personen oder 6,79 % der Distriktsbevölkerung), Mahli (10.426 Personen oder 0,39 % der Distriktsbevölkerung), Kora (7542 Personen oder 0,28 % der Distriktsbevölkerung), Munda (5378 Personen oder 0,20 % der Distriktsbevölkerung) und
Oraon (5176 Personen oder 0,19 % der Distriktsbevölkerung).

### Bevölkerung des Distrikts nach Bekenntnissen
Der Distrikt hat zwar eine deutliche hinduistische Mehrheit. Doch gibt es mit den Muslimen eine große Minderheit im Distrikt. Kleinere Minderheiten sind die Anhänger traditioneller Religionen und die Christen.
In allen Blocks des Distrikts gibt es klare hinduistische Mehrheiten mit Anteilen zwischen 67,47 % im Block Gobindpur und 87,51 % im Block Baghmara-Cum-Katras. Die Hochburgen des Islams sind die Blocks Gobindpur und (29,44 % Muslime) und Topchanchi (20,75 % Muslime). In den Blocks Baliapur (14,52 % Bevölkerungsanteil) und Purbi Tundi (13,84 % Bevölkerungsanteil) gibt es eine große Anhängerschaft der traditionellen Religionen. Die kleine christliche Minderheit lebt verstreut über den ganzen Distrikt und erreicht ihren höchsten Anteil im Block Purbi Tundi mit 2,49 %.
Die genaue religiöse Zusammensetzung der Bevölkerung zeigt folgende Tabelle:
| Jahr                                   | Buddhisten | Buddhisten | Christen | Christen | Hindus    | Hindus | Jainas | Jainas | Muslime | Muslime | Sikhs | Sikhs | Andere Religionen | Andere Religionen | keine Angaben | keine Angaben | Total     | Total    |
| Jahr                                   | Zahl       | %          | Zahl     | %        | Zahl      | %      | Zahl   | %      | Zahl    | %       | Zahl  | %     | Zahl              | %                 | Zahl          | %             | Zahl      | %        |
| -------------------------------------- | ---------- | ---------- | -------- | -------- | --------- | ------ | ------ | ------ | ------- | ------- | ----- | ----- | ----------------- | ----------------- | ------------- | ------------- | --------- | -------- |
| 2011                                   | 331        | 0,01       | 11.243   | 0,42     | 2.149.480 | 80,07  | 1268   | 0,05   | 431.762 | 16,08   | 9727  | 0,36  | 77.182            | 2,88              | 3494          | 0,13          | 2.684.487 | 100,00 % |
| Quelle: Ergebnis der Volkszählung 2011 |            |            |          |          |           |        |        |        |         |         |       |       |                   |                   |               |               |           |          |

## Bildung
Dank bedeutender Anstrengungen steigt die Alphabetisierung. Sie ist dennoch noch weit weg vom Ziel der kompletten Alphabetisierung. Typisch für indische Verhältnisse sind die starken Unterschiede zwischen Stadt und Land sowie den Geschlechtern. Mehr als sechs von sieben Männern in den Städten können lesen und schreiben – aber nur knapp mehr als die Hälfte der Frauen auf dem Land. Seit der Gründung des Bundesstaats Jharkhand hat sich die Einschulungsrate deutlich erhöht. Mittlerweile gehen laut Angaben des Bundesstaats Jharkhand rund 95 % der Kinder im entsprechenden Alter in die Grundschule. Dies hat zu einem deutlichen Anstieg der Alphabetisierung zwischen 2001 und 2011 geführt.
| Alphabetisierung im Distrikt Dhanbad                |                   |                   |                   |                   |
| Einheit                                             | Volkszählung 2001 | Volkszählung 2001 | Volkszählung 2011 | Volkszählung 2011 |
| Einheit                                             | Anzahl            | Anteil            | Anzahl            | Anteil            |
| GESAMT                                              | 1.348.584         | 67,00 %           | 1.722.204         | 74,52 %           |
| Männer                                              | 860.583           | 79,54 %           | 1.014.950         | 83,81 %           |
| Frauen                                              | 468.001           | 52,43 %           | 707.254           | 64,29 %           |
| STADT GESAMT                                        | 800.554           | 74,68 %           | 617.806           | 78,97 %           |
| Stadt-Männer                                        | 491.198           | 83,79 %           | 617.806           | 86,06 %           |
| Stadt-Frauen                                        | 309.656           | 63,74 %           | 455.143           | 71,03 %           |
| LAND GESAMT                                         | 547.730           | 58,22 %           | 649.255           | 68,17 %           |
| Land-Männer                                         | 369.385           | 74,50 %           | 397.144           | 80,53 %           |
| Land-Frauen                                         | 178.345           | 40,08 %           | 252.111           | 54,90 %           |
| Quelle: Ergebnisse der Volkszählungen 2001 und 2011 |                   |                   |                   |                   |

## Verwaltungsgliederung
Der Distrikt ist heute in 10 Blöcke gegliedert. Bei der letzten Volkszählung waren es noch acht Blöcke. Neugründungen seit der letzten Volkszählung sind die Blöcke Egarkund und Kaliasole. Im Distrikt gibt es zwei Städte, 44 census towns und 1075 bewohnte Dörfer.
| Block                              | Fläche in km² | Einwohner 2011 |
| ---------------------------------- | ------------- | -------------- |
| Baghmara(-Cum-Katras)              | 312.23        | 334.309        |
| Baliapur                           | 183.34        | 140.908        |
| Dhanbad(-Cum-Kenduadih-Cum-Jagata) | 122.10        | 1.221.356      |
| Gobindpur                          | 340.01        | 245.697        |
| Nirsa(-Cum-Chirkunda)              | 468.62        | 426.613        |
| Purbi Tundi                        | 127.37        | 50.240         |
| Topchanchi                         | 216.58        | 163.342        |
| Tundi                              | 268.02        | 102.022        |

## Wirtschaft
Der Distrikt verfügt über bedeutende Kohlevorkommen.